# Otto Lasanen
Otto Lasanen (n. 14 aprilie 1891, Kuopio, Finlanda – d. 25 iulie 1958, Asikkala, Häme Province⁠(d), Finlanda) a fost un luptător ce a reprezentat Finlanda, medaliat olimpic. A participat la o ediție a Jocurilor Olimpice (1912) în care a câștigat o medalie de bronz.

## Participări
Lista de mai jos prezintă principalele competiții la care a participat Otto Lasanen de-a lungul carierei.
- wrestling at the 1912 Summer Olympics – men's Greco-Roman featherweight[*]